# Auguste Scalbert
Pour les articles homonymes, voir Scalbert.
Auguste Scalbert, né le 9 octobre 1815 à Lille où il meurt le 22 décembre 1899, est un banquier français, fondateur de la banque Scalbert.

## Biographie

### Enfance et vie familiale
Fils de Jean Baptiste Scalbert et de Marie-Rose Dehez, Auguste est né dans une famille bourgeoise de Lille, depuis plusieurs générations maîtres peigneurs de laine à Lille - Saint-Sauveur. Son père fut secrétaire général de la mairie de Lille, il meurt en 1818 alors qu'Auguste n'a même pas 3 ans.
Il épouse à Lille, le 11 septembre 1837, Eugénie Louise Charvet (née à Lille le 29 juillet 1816 et décédée à Lille le 2 avril 1887), fille de Claude Charvet, marchand-fabricant de toiles et président du Tribunal de commerce de Lille. Ils eurent 10 enfants. La famille habitait à Lille rue Royale puis rue de la Collégiale.

### Vie professionnelle
Alors que son beau-père lui propose de s'associer à son négoce de toiles, il décide plutôt de créer un bureau d'escompte en 1838 au domicile de son beau-père, 69 rue Royale. Ceci en fait l'une des premières banques du Nord. En 1858 les bureaux sont transférés dans un plus grand immeuble rue de la Collégiale. En décembre 1874 il associe à l'affaire deux de ses fils Alfred et Maurice, et fonde la société en nom collectif A.Scalbert. Il s'agit, à l'époque, de la plus grande banque nordiste. L'établissement prospéra et vers 1888, le montant des capitaux disponibles pour les opérations  bancaires s'élevaient à cette époque à 10 millions de francs soit au 5e rang de la place de Lille. Ses fils ont ensuite continué à faire évoluer la Banque Scalbert. Il fut aussi administrateur du comptoir de Lille de la Banque de France.

### Vie politique
Représentant pour le Nord du « comte de Chambord », il a dirigé le journal royaliste La Vraie France (créé en août 1871), dont il fut le principal actionnaire, ce en quoi il faisait partie des légitimistes lillois.

### Mécénat
Auguste Scalbert joua un rôle déterminant (avec Lefort et les Bernard) dans la fondation du Collège privé de Marcq-en-Barœul, et il compta parmi les donateurs pour la construction de la Cathédrale Notre-Dame-de-la-Treille de Lille ainsi que pour la Société de Saint Vincent de Paul (destinée à remédier à la misère des ouvriers par le biais de l'Église) dont il fut membre.